# Sobral Pichorro e Fuinhas
Sobral Pichorro e Fuinhas (llamada oficialmente União das Freguesias de Sobral Pichorro e Fuinhas) es una freguesia portuguesa del municipio de Fornos de Algodres, distrito de Guarda.

## Historia
Fue creada el 28 de enero de 2013 en aplicación de una resolución de la Asamblea de la República de Portugal promulgada el 16 de enero de 2013 con la unión de las freguesias de Fuinhas y Sobral Pichorro, pasando su sede a estar situada en la antigua freguesia de Sobral Pichorro.

## Demografía
| Gráfica de evolución demográfica de Sobral Pichorro e Fuinhas entre 2011 y 2021 |
|                                                                                 |
| Datos según el nomenclátor publicado por el INE portugués.                      |